# Getto w Lutomiersku
Getto w Lutomiersku – getto żydowskie utworzone podczas II wojny światowej przez okupantów w Lutomiersku.

## Historia
W 1921 roku w Lutomiersku mieszkało 775 Żydów, co stanowiło 35% populacji miejscowości.
W początkowym okresie okupacji niemieckiej Żydzi z Lutomierska zmuszani byli do pracy przymusowej przy naprawie mostu, robotach drogowych oraz pracy na roli. We wsi powstał Judenrat, w skład którego weszli Moryc Curkowicz, Ch. Wartecki, Z. Kępiński, M. Żydkowic i Josek Kartowski. W getcie funkcjonowala policja żydowska.
Getto otwarte w Lutomiersku powstało w sierpniu 1940 roku. W grudniu 1940 roku w getcie przebywało około 720 Żydów, w tym 35 osób będących uchodźcami z innych miejscowości. Część Żydów zmuszona była zamieszkać w domach letniskowych wynajmowanych zazwyczaj chasydom przybywającym na dwór chasydzki w Aleksandrowie Łódzkim, budynki te nie były jednak przystosowane do zamieszkania w nich na cały rok. W związku z nieprzystosowaniem budynków do mieszkania w nich w okresie zimowym wielu więźniów getta cierpiało z powodu zimna, zima doprowadziła do znacznego pogorszenia się sytuacji Żydów w getcie, co spowodowane było przerwaniem organizacji prac za które otrzymywali wynagrozdenie oraz brakiem dostaw materiałów dla rzemieślników.
Miesięczny budżet Judenratu wynosił 950 reichsmarek, z których część przekazywano potrzebującym Żydom. Z powodu braku funduszy i miejsca nie udało się otworzyć w getcie kuchni. Getto otrzymywało wsparcie finansowe od Mojżesza Merina i Centrali Żydowskich Rad Starszych na Wschodnim Górnym Śląsku. Żydzi pozyskiwali pożywienie dla getta dzięki możliwości opuszczania terenu getta. W związku z tym, że w racjach żywnościowych więźniów getta nie uwzględniano tłuszczu ani mięsa, pożywieniem najczęściej przemycanym do getta była konina.
Getto zostało oficjalnie zamknięte latem 1941 roku, nie zostało jednak w żaden sposób ogrodzone. W miejscowości nie stacjonowali żadni niemieccy funkcjonariusze, więźniowie getta udający się do pracy przymusowej pilnowani byli przez funkcjonariuszy policji żydowskiej. We wrześniu lub październiku 1941 roku przeprowadzano pierwszą deportację Żydów z getta do obóz pracy przymusowej, deportowano wówczas 40 Żydów wieku 16-40 lat. Chorzy z getta wysyłani byli do getta łódzkiego. W grudniu 1941 roku 83 Żydów zostało wysłanych na roboty przymusowe do Frankfurtu nad Odrą. Pod koniec 1941 roku w getcie utworzono warsztat krawiecki, kuśnierski oraz blacharski, które zapewniły Żydom wynagrodzenie. Kierownikiem warsztatu krawieckiego został Polak.
Getto w Lutomiersku zostało zlikwidowane najprawdopodobniej 29 lipca 1942 roku. Żydzi zostali wysłani do obozu zagłądy w Chełmnie nad Nerem i tam zamordowani. Część Żydów została deportowana do getta łódzkiego.